# ترامازولین
ترامازولین (به انگلیسی: Tramazoline) این دارو به فرم شیمیایی هیدروکلراید ترامازولین تولید می‌شود و از گروه داروهای مهارکنندهٔ سرفه، خلط‌آور و نرم‌کننده‌های مخاط و ضداحتقان بینی می‌باشد.
این دارو در موش‌ها موجب  فشار خون بالا می‌شود.